# نووا کرنپا (شهرستان گاروولین)
نووا کرنپا (شهرستان گاروولین) (به لاتین: Nowa Krępa) یک روستا در لهستان است که در گمینا سوبولو واقع شده‌است.